# Welsh Cup

Logo des walisischen Fußballverbandes FAW

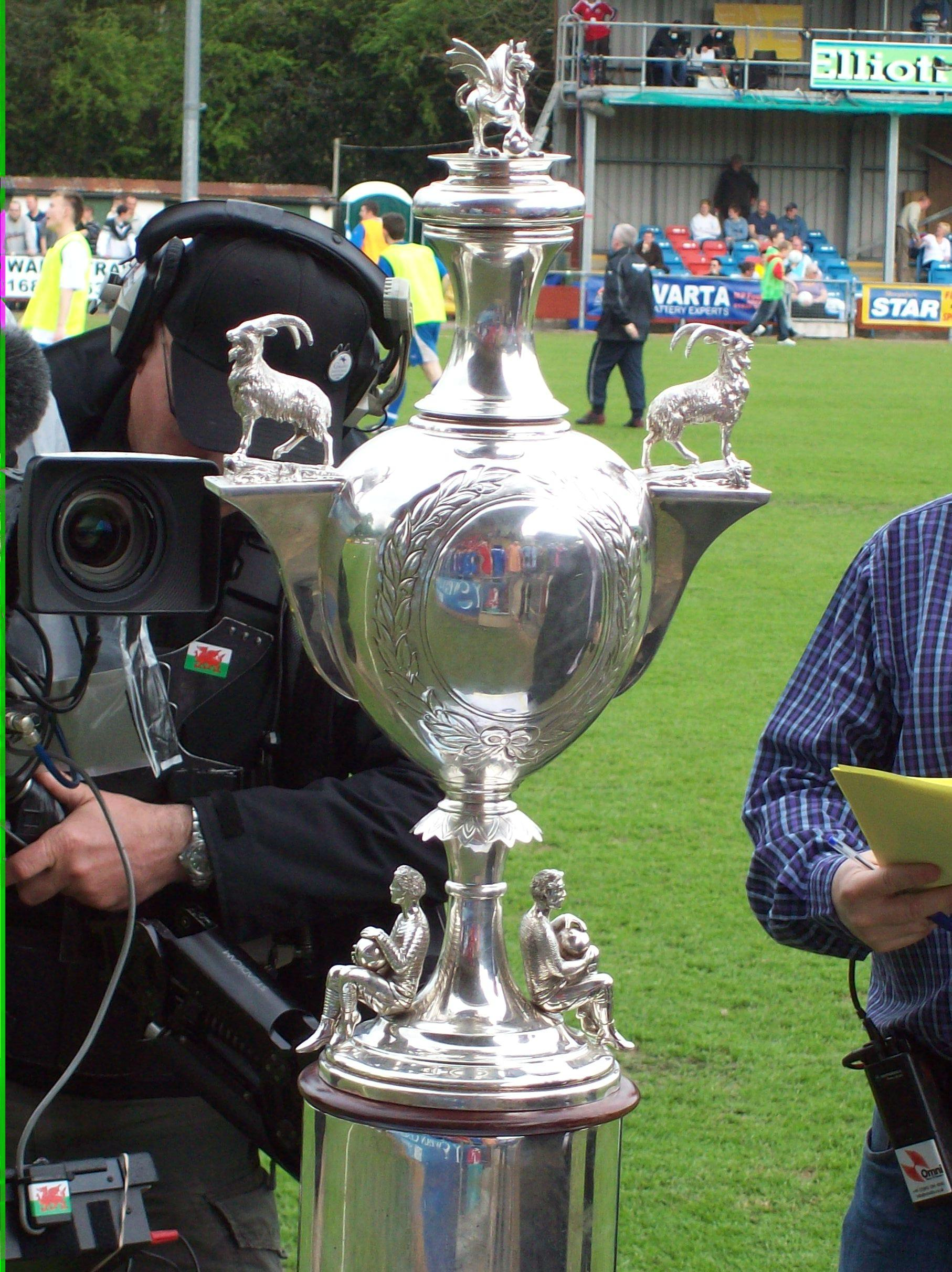
Die Pokaltrophäe

Der Welsh Cup (walisisch Cwpan Cymreig) ist ein jährlich ausgetragener nationaler Fußball-Pokalwettbewerb für Männerfußball-Vereinsmannschaften des walisischen Ligasystems. Er wurde 1877/78 zum ersten Mal ausgespielt und ist damit einer der ältesten Fußball-Wettbewerbe der Welt.

## Geschichte
Der von der Football Association of Wales initiierte Wettstreit wurde 1876 analog zum englischen FA Cup entworfen und fand seither mit Ausnahme der beiden Weltkriege durchgehend statt. In der Anfangszeit traten auch teilweise englische Mannschaften aus dem Grenzgebiet an.
Nahmen ursprünglich alle walisischen Mannschaften und einige englische Mannschaften nahe der Waliser Grenze teil, so sind es gemäß den Bestimmungen der UEFA seit Mitte der 1990er Jahre nur noch diejenigen, die auch im walisischen Ligasystem spielen. Diese Trennung wurde nach der neuerlichen Einladung des FC Wrexham sowie des AFC Newport County 2012 von der UEFA wiederholt bestätigt. Aus diesem Grund wurde 1997 der FAW Premier Cup gegründet, an dem auch die walisischen Mannschaften aus dem englischen Ligasystem spielen durften. Dieser Wettbewerb wurde allerdings 2008 wieder eingestellt.
Im Jahr 2025 gewannen The New Saints FC den Wettbewerb und der FC Wrexham ist Rekordsieger mit 23 Titeln.

## Modus
Analog zum englischen Pendant ist der Wettbewerb als Rundenwettbewerb konzipiert. Es gibt keine gesetzten Mannschaften und bei der Ermittlung der Paarungen mittels Losverfahren wird auch das Heimrecht bestimmt.
Endet eine Partie unentschieden, kommt es zu einem Wiederholungsspiel (WS) auf dem Platz der gegnerischen Mannschaft. Endet auch dieses Remis, kommt es zu einer Verlängerung und eventuell zum Elfmeterschießen.
Der Sieger des Pokals qualifiziert sich für die UEFA Europa Conference League.

## Die Endspiele im Überblick
Von 1961/62 bis 1985/86 wurden die Endspiele in Hin- und Rückspiel entschieden.
| Saison                                                             | Datum                                                        | Austragungsort                                                         | Sieger                                                       | Ergebnis                                                     | Finalist                                                     | Zuschauer                                                    |
| ------------------------------------------------------------------ | ------------------------------------------------------------ | ---------------------------------------------------------------------- | ------------------------------------------------------------ | ------------------------------------------------------------ | ------------------------------------------------------------ | ------------------------------------------------------------ |
| 1877/78                                                            | 30. März 1878                                                | Acton Park, Wrexham                                                    | 0FC Wrexham                                                  | 1:0                                                          | 0FC Druids                                                   | 1.500                                                        |
| 1878/79                                                            | 29. März 1879                                                | Cricket Field, Oswestry                                                | 0Newtown White Star                                          | 1:0                                                          | 0FC Wrexham                                                  | 2.500                                                        |
| 1879/80                                                            | 13. März 1880                                                | Racecourse Ground, Wrexham                                             | 0FC Druids                                                   | 2:1                                                          | 0FC Ruthin Town                                              | 4.000                                                        |
| 1880/81                                                            | 26. März 1881                                                | Racecourse Ground, Wrexham                                             | 0FC Druids                                                   | 2:0                                                          | 0Newtown White Star                                          | 4.000                                                        |
| 1881/82                                                            | 8. Apr. 1882                                                 | Racecourse Ground, Wrexham                                             | 0FC Druids                                                   | 5:0                                                          | 0Northwich Victoria                                          | 2.000                                                        |
| 1882/83                                                            | 21. Apr. 1883                                                | Racecourse Ground, Wrexham                                             | 0FC Wrexham                                                  | 1:0                                                          | 0FC Druids                                                   | 2.000                                                        |
| 1883/84                                                            | 5. Apr. 1884 14. April 1884                                  | Racecourse Ground, Wrexham                                             | 0Oswestry White Star                                         | 0:0 / 1:0 (WS)                                               | 0FC Druids                                                   | 2.000 3.000                                                  |
| 1884/85                                                            | 7. März 1885 14. April 1885                                  | Racecourse Ground, Wrexham                                             | 0FC Druids                                                   | 1:1 / 3:1 n. V. (WS)                                         | 0Oswestry White Star                                         | 2.000                                                        |
| 1885/86                                                            | 3. Apr. 1886                                                 | Racecourse Ground, Wrexham                                             | 0FC Druids                                                   | 4:0                                                          | 0Newtown AFC                                                 | 3.000                                                        |
| 1886/87                                                            | 16. Apr. 1887                                                | Nantwich Road, Crewe                                                   | 0FC Chirk AAA                                                | 2:1                                                          | 0FC Davenham                                                 | 1.500                                                        |
| 1887/88                                                            | 5. Mai 1888                                                  | Chester Road, Wrexham                                                  | 0FC Chirk AAA                                                | 5:0                                                          | 0Newtown AFC                                                 | 3.000                                                        |
| 1888/89                                                            | 22. Apr. 1889                                                | Racecourse Ground, Wrexham                                             | 0Bangor City                                                 | 2:1                                                          | 0Northwich Victoria                                          | 4.000                                                        |
| 1889/90                                                            | 19. Apr. 1890                                                | Racecourse Ground, Wrexham                                             | 0FC Chirk AAA                                                | 1:0                                                          | 0FC Wrexham                                                  | 3.500                                                        |
| 1890/91                                                            | 31. März 1891                                                | Cricket Field, Oswestry                                                | 0Shrewsbury Town                                             | 5:2                                                          | 0FC Wrexham                                                  | 3.000                                                        |
| 1891/92                                                            | 18. Apr. 1892                                                | Racecourse Ground, Wrexham                                             | 0FC Chirk AAA                                                | 2:1                                                          | 0Westminster Rovers                                          | 4.500                                                        |
| 1892/93                                                            | 3. Apr. 1893                                                 | Cricket Field, Oswestry                                                | 0FC Wrexham                                                  | 2:1                                                          | 0FC Chirk AAA                                                | 5.000                                                        |
| 1893/94                                                            | 25. März 1894                                                | Wynnstay Park, Ruabon                                                  | 0FC Chirk AAA                                                | 2:0                                                          | 0Westminster Rovers                                          | 3.000                                                        |
| 1894/95                                                            | 15. Apr. 1895                                                | Welshpool                                                              | 0Newtown AFC                                                 | 3:2                                                          | 0FC Wrexham                                                  | 5.000                                                        |
| 1895/96                                                            | 6. Apr. 1896                                                 | Council Field, Llandudno                                               | 0Bangor City                                                 | 3:1                                                          | 0FC Wrexham                                                  | 7.000                                                        |
| 1896/97                                                            | 19. Apr. 1897                                                | Cricket Field, Oswestry                                                | 0FC Wrexham                                                  | 2:0                                                          | 0Newtown AFC                                                 | 6.000                                                        |
| 1897/98                                                            | 10. Apr. 1898 30. April 1898                                 | Cricket Field, Oswestry                                                | 0FC Druids                                                   | 1:1 / 2:1 (WS)                                               | 0FC Wrexham                                                  | 4.500 1.500                                                  |
| 1898/99                                                            | 11. Apr. 1899 15. April 1899                                 | Hand Field, Chirk                                                      | 0FC Druids                                                   | 2:2 / 1:0 (WS)                                               | 0FC Wrexham                                                  | 4.000 3.500                                                  |
| 1899/00                                                            | 16. Apr. 1900                                                | Cunnings, Newtown                                                      | 0Aberystwyth Town                                            | 3:0                                                          | 0FC Druids                                                   | 3.000                                                        |
| 1900/01                                                            | 8. Apr. 1901                                                 | Racecourse Ground, Wrexham                                             | 0Oswestry United                                             | 1:0                                                          | 0FC Druids                                                   | 5.000                                                        |
| 1901/02                                                            | 31. März 1902                                                | Racecourse Ground, Wrexham                                             | 0Wellington Town                                             | 1:0                                                          | 0FC Wrexham                                                  | 6.000                                                        |
| 1902/03                                                            | 13. Apr. 1903                                                | Racecourse Ground, Wrexham                                             | 0FC Wrexham                                                  | 8:0                                                          | 0Aberaman Athletic                                           | 5.500                                                        |
| 1903/04                                                            | 4. Apr. 1904                                                 | Racecourse Ground, Wrexham                                             | 0FC Druids                                                   | 3:2                                                          | 0Aberdare Athletic                                           | 6.500                                                        |
| 1904/05                                                            | 24. Apr. 1905                                                | Racecourse Ground, Wrexham                                             | 0FC Wrexham                                                  | 3:0                                                          | 0Aberdare Athletic                                           | 6.191                                                        |
| 1905/06                                                            | 16. Apr. 1906                                                | Racecourse Ground, Wrexham                                             | 0Wellington Town                                             | 3:2                                                          | 0FC Whitchurch                                               | 4.000                                                        |
| 1906/07                                                            | 1. Apr. 1907                                                 | Racecourse Ground, Wrexham                                             | 0Oswestry United                                             | 2:0                                                          | 0FC Whitchurch                                               | 6.000                                                        |
| 1907/08                                                            | 20. Apr. 1908                                                | Racecourse Ground, Wrexham                                             | 0Chester City                                                | 3:1                                                          | 0Connah’s Quay & Shotton                                     | 8.000                                                        |
| 1908/09                                                            | 12. Apr. 1909                                                | Racecourse Ground, Wrexham                                             | 0FC Wrexham                                                  | 1:0                                                          | 0Chester City                                                | 9.000                                                        |
| 1909/10                                                            | 28. März 1910                                                | Racecourse Ground, Wrexham                                             | 0FC Wrexham                                                  | 2:1                                                          | 0Chester City                                                | 10.000                                                       |
| 1910/11                                                            | 17. Apr. 1911                                                | Racecourse Ground, Wrexham                                             | 0FC Wrexham                                                  | 6:0                                                          | 0Connah’s Quay & Shotton                                     | 3.000                                                        |
| 1911/12                                                            | 8. Apr. 1912 18. April 1912                                  | Ninian Park, Cardiff Inys Field, Aberdare                              | 0Cardiff City                                                | 0:0 / 3:0 (WS)                                               | 0FC Pontypridd                                               | 14.000 7.000                                                 |
| 1912/13                                                            | 19. Apr. 1913 24. April 1913                                 | Ninian Park, Cardiff Tonypandy                                         | 0Swansea Town                                                | 0:0 / 1:0 (WS)                                               | 0FC Pontypridd                                               | 9.000 8.319                                                  |
| 1913/14                                                            | 28. März 1914 25. April 1914                                 | Vetch Field, Swansea Cricket Field, Oswestry                           | 0FC Wrexham                                                  | 0:0 / 3:0 (WS)                                               | 0AFC Llanelli                                                | 15.000 3.639                                                 |
| 1914/15                                                            | 10. Apr. 1915 25. April 1915                                 | Racecourse Ground, Wrexham Ninian Park, Cardiff                        | 0FC Wrexham                                                  | 1:1 / 1:0 (WS)                                               | 0Swansea Town                                                | 6.000 4.000                                                  |
| Von 1916 bis 1919 wegen des Ersten Weltkrieges nicht ausgetragen.  |                                                              |                                                                        |                                                              |                                                              |                                                              |                                                              |
| 1919/20                                                            | 21. Apr. 1920                                                | Racecourse Ground, Wrexham                                             | 0Cardiff City                                                | 2:0                                                          | 0FC Wrexham                                                  | 6.618                                                        |
| 1920/21                                                            | 16. Apr. 1921 28. April 1921                                 | Ninian Park, Cardiff Gay Meadow, Shrewsbury                            | 0FC Wrexham                                                  | 1:1 / 3:1 (WS)                                               | 0FC Pontypridd                                               | 7.000 8.000                                                  |
| 1921/22                                                            | 4. Mai 1922                                                  | Taff Vale Park, Pontypridd                                             | 0Cardiff City                                                | 2:0                                                          | 0FC Ton Pentre                                               | 8.000                                                        |
| 1922/23                                                            | 3. Mai 1923                                                  | Vetch Field, Swansea                                                   | 0Cardiff City                                                | 3:2                                                          | 0Aberdare Athletic                                           | 8.000                                                        |
| 1923/24                                                            | 30. Apr. 1924 1. Mai 1924                                    | Taff Vale Park, Pontypridd Racecourse Ground, Wrexham                  | 0FC Wrexham                                                  | 2:2 / 1:0 (WS)                                               | 0Merthyr Town                                                | 4.500 8.000                                                  |
| 1924/25                                                            | 29. Apr. 1925                                                | Racecourse Ground, Wrexham                                             | 0FC Wrexham                                                  | 3:1                                                          | 0Flint Town United                                           | 6.565                                                        |
| 1925/26                                                            | 29. Apr. 1926                                                | Welfare Ground, Ebbw Vale                                              | 0Ebbw Vale AFC                                               | 3:2                                                          | 0Swansea Town                                                | 2.500                                                        |
| 1926/27                                                            | 5. Mai 1927                                                  | Racecourse Ground, Wrexham                                             | 0Cardiff City                                                | 2:0                                                          | 0Rhyl FC                                                     | 9.690                                                        |
| 1927/28                                                            | 2. Mai 1928                                                  | Farrar Road, Bangor                                                    | 0Cardiff City                                                | 2:0                                                          | 0Bangor City                                                 | 12.000                                                       |
| 1928/29                                                            | 1. Mai 1929                                                  | Racecourse Ground, Wrexham                                             | 0Connah’s Quay & Shotton                                     | 3:0                                                          | 0Cardiff City                                                | 9.623                                                        |
| 1929/30                                                            | 3. Mai 1930 8. Oktober 1930                                  | Gay Meadow, Shrewsbury Racecourse Ground, Wrexham                      | 0Cardiff City                                                | 0:0 n. V. / 4:2 (WS)                                         | 0Rhyl FC                                                     | 5.892 7.000                                                  |
| 1930/31                                                            | 27. Apr. 1931                                                | Racecourse Ground, Wrexham                                             | 0FC Wrexham                                                  | 7:0                                                          | 0Shrewsbury Town                                             | 8.868                                                        |
| 1931/32                                                            | 5. Mai 1932 6. Mai 1932                                      | Racecourse Ground, Wrexham Vetch Field, Swansea                        | 0Swansea Town                                                | 1:1 / 2:0 (WS)                                               | 0FC Wrexham                                                  | 8.300 5.000                                                  |
| 1932/33                                                            | 3. Mai 1933                                                  | Sealand Road, Chester                                                  | 0Chester City                                                | 2:0                                                          | 0FC Wrexham                                                  | 15.000                                                       |
| 1933/34                                                            | 24. Apr. 1934 3. Mai 1934                                    | Racecourse Ground, Wrexham Sealand Road, Chester                       | 0Bristol City                                                | 1:1 / 3:0 (WS)                                               | 0Tranmere Rovers                                             | 4.922 4.000                                                  |
| 1934/35                                                            | 4. Mai 1935                                                  | Sealand Road, Chester                                                  | 0Tranmere Rovers                                             | 1:0                                                          | 0Chester City                                                | 10.000                                                       |
| 1935/36                                                            | 30. Apr. 1936                                                | Racecourse Ground, Wrexham                                             | 0Crewe Alexandra                                             | 2:0                                                          | 0Chester City                                                | 6.807                                                        |
| 1936/37                                                            | 29. Apr. 1937 5. Mai 1937                                    | Sealand Road, Chester Sealand Road, Chester                            | 0Crewe Alexandra                                             | 1:1 / 3:1 n. V. (WS)                                         | 0Rhyl FC                                                     | 4.000 unbekannt                                              |
| 1937/38                                                            | 4. Mai 1938 19. September 1938                               | Gay Meadow, Shrewsbury Gay Meadow, Shrewsbury                          | 0Shrewsbury Town                                             | 2:2 / 2:1 (WS)                                               | 0Swansea Town                                                | 14.500 8.000                                                 |
| 1938/39                                                            | 4. Mai 1939                                                  | Racecourse Ground, Wrexham                                             | 0FC South Liverpool                                          | 2:1                                                          | 0Cardiff City                                                | 5.000                                                        |
| 1939/40                                                            | 1. Juni 1940                                                 | Gay Meadow, Shrewsbury                                                 | 0Wellington Town                                             | 4:0                                                          | 0Swansea Town                                                | 6.000                                                        |
| Von 1941 bis 1946 wegen des Zweiten Weltkrieges nicht ausgetragen. |                                                              |                                                                        |                                                              |                                                              |                                                              |                                                              |
| 1946/47                                                            | 5. Juni 1947 12. Juni 1947                                   | Ninian Park, Cardiff Racecourse Ground, Wrexham                        | 0Chester City                                                | 0:0 / 5:1 (WS)                                               | 0Merthyr Tydfil FC                                           | 27.000 11.190                                                |
| 1947/48                                                            | 22. Apr. 1948                                                | Racecourse Ground, Wrexham                                             | 0Lovell’s Athletic                                           | 3:0                                                          | 0Shrewsbury Town                                             | 10.000                                                       |
| 1948/49                                                            | 5. Mai 1949                                                  | Ninian Park, Cardiff                                                   | 0Merthyr Tydfil FC                                           | 2:0                                                          | 0Swansea Town                                                | 35.000                                                       |
| 1949/50                                                            | 24. Apr. 1950                                                | Ninian Park, Cardiff                                                   | 0Swansea Town                                                | 4:1                                                          | 0FC Wrexham                                                  | 12.000                                                       |
| 1950/51                                                            | 7. Mai 1951 17. Mai 1951                                     | Vetch Field, Swansea Vetch Field, Swansea                              | 0Merthyr Tydfil FC                                           | 1:1 / 3:2 (WS)                                               | 0Cardiff City                                                | 12.000 18.000                                                |
| 1951/52                                                            | 24. Apr. 1952                                                | Ninian Park, Cardiff                                                   | 0Rhyl FC                                                     | 4:3                                                          | 0Merthyr Tydfil FC                                           | 10.000                                                       |
| 1952/53                                                            | 27. Apr. 1953                                                | Farrar Road, Bangor                                                    | 0Rhyl FC                                                     | 2:1                                                          | 0Chester City                                                | 8.500                                                        |
| 1953/54                                                            | 21. Apr. 1954                                                | Racecourse Ground, Wrexham                                             | 0Flint Town United                                           | 2:0                                                          | 0Chester City                                                | 15.584                                                       |
| 1954/55                                                            | 11. Mai 1955 14. Mai 1955                                    | Racecourse Ground, Wrexham Ninian Park, Cardiff                        | 0Barry Town                                                  | 1:1 / 4:3 (WS)                                               | 0Chester City                                                | 6.766 8.450                                                  |
| 1955/56                                                            | 30. Apr. 1956                                                | Ninian Park, Cardiff                                                   | 0Cardiff City                                                | 3:2                                                          | 0Swansea Town                                                | 37.500                                                       |
| 1956/57                                                            | 15. Apr. 1957                                                | Ninian Park, Cardiff                                                   | 0FC Wrexham                                                  | 2:1                                                          | 0Swansea Town                                                | 10.000                                                       |
| 1957/58                                                            | 7. Mai 1958 10. Mai 1958                                     | Sealand Road, Chester Racecourse Ground, Wrexham                       | 0Chester City                                                | 1:1 / 2:1 (WS)                                               | 0FC Wrexham                                                  | 7.742 7.542                                                  |
| 1958/59                                                            | 30. Apr. 1959                                                | Somerton Park, Newport                                                 | 0Cardiff City                                                | 2:0                                                          | 0Lovell’s Athletic                                           | unbekannt                                                    |
| 1959/60                                                            | 2. Mai 1960 2. Mai 1960                                      | Racecourse Ground, Wrexham Ninian Park, Cardiff                        | 0FC Wrexham                                                  | 1:1 / 1:0 (WS)                                               | 0Cardiff City                                                | 11.172 5.938                                                 |
| 1960/61                                                            | 22. Apr. 1961                                                | Ninian Park, Cardiff                                                   | 0Swansea Town                                                | 3:1                                                          | 0Bangor City                                                 | 5.938                                                        |
| 1961/62                                                            | 16. Apr. 1962 30. April 1962 7. Mai 1962                     | Racecourse Ground, Wrexham Farrar Road, Bangor Belle Vue, Rhyl         | 0Bangor City                                                 | 3:0 / 0:2 / 3:1 (Play-Off)                                   | 0FC Wrexham                                                  | 7.638 7.500 12.000                                           |
| 1962/63                                                            | 27. Mai 1963 30. Mai 1963                                    | Nant-y-Coed, Llandudno Junction Somerton Park, Newport                 | 0Borough United                                              | 2:1 / 0:0                                                    | 0AFC Newport County                                          | 3.500 5.000                                                  |
| 1963/64                                                            | 27. Apr. 1964 29. April 1964 4. Mai 1964                     | Farrar Road, Bangor Ninian Park, Cardiff Racecourse Ground, Wrexham    | 0Cardiff City                                                | 2:0 / 1:3 / 2:0 (Play-Off)                                   | 0Bangor City                                                 | 8.500 9.050 10.014                                           |
| 1964/65                                                            | 12. Apr. 1965 26. April 1965                                 | Ninian Park, Cardiff Racecourse Ground, Wrexham Gay Meadow, Shrewsbury | 0Cardiff City                                                | 5:1 / 0:1 / 3:0 (Play-Off)                                   | 0FC Wrexham                                                  | 7.412 8.000 7.480                                            |
| 1965/66                                                            | 18. Apr. 1966 25. April 1966 2. Mai 1966                     | Vetch Field, Swansea Sealand Road, Chester Sealand Road, Chester       | 0Swansea Town                                                | 3:0 / 0:1 / 2:1 (Play-Off)                                   | 0Chester City                                                | 9.614 6.346 6.276                                            |
| 1966/67                                                            | 17. Apr. 1967 3. Mai 1967                                    | Racecourse Ground, Wrexham Ninian Park, Cardiff                        | 0Cardiff City                                                | 2:2 / 2:1                                                    | 0FC Wrexham                                                  | 11.473 8.299                                                 |
| 1967/68                                                            | 6. Mai 1968 16. Mai 1968                                     | Edgar Street, Hereford Ninian Park, Cardiff                            | 0Cardiff City                                                | 2:0 / 4:1                                                    | 0Hereford United                                             | 5.422 6.036                                                  |
| 1968/69                                                            | 22. Apr. 1969 29. April 1969                                 | Vetch Field, Swansea Ninian Park, Cardiff                              | 0Cardiff City                                                | 3:1 / 2:0                                                    | 0Swansea City                                                | 10.207 12.617                                                |
| 1969/70                                                            | 8. Mai 1970 13. Mai 1970                                     | Sealand Road, Chester Ninian Park, Cardiff                             | 0Cardiff City                                                | 1:0 / 4:0                                                    | 0Chester City                                                | 3.087 5.567                                                  |
| 1970/71                                                            | 10. Mai 1971 12. Mai 1971                                    | Racecourse Ground, Wrexham Ninian Park, Cardiff                        | 0Cardiff City                                                | 1:0 / 3:1                                                    | 0FC Wrexham                                                  | 14.101 7.000                                                 |
| 1971/72                                                            | 8. Mai 1972 12. Mai 1972                                     | Racecourse Ground, Wrexham Ninian Park, Cardiff                        | 0FC Wrexham                                                  | 2:1 / 1:1                                                    | 0Cardiff City                                                | 6.984 6.508                                                  |
| 1972/73                                                            | 4. Apr. 1973 11. April 1973                                  | Farrar Road, Bangor Ninian Park, Cardiff                               | 0Cardiff City                                                | 0:1 / 5:0                                                    | 0Bangor City                                                 | 5.005 4.679                                                  |
| 1973/74                                                            | 24. Apr. 1974 24. April 1974                                 | War Memorial Ground, Stourbridge Ninian Park, Cardiff                  | 0Cardiff City                                                | 1:0 / 1:0                                                    | 0FC Stourbridge                                              | 5.726 4.000                                                  |
| 1974/75                                                            | 5. Mai 1975 12. Mai 1975                                     | Racecourse Ground, Wrexham Ninian Park, Cardiff                        | 0FC Wrexham                                                  | 2:1 / 3:1                                                    | 0Cardiff City                                                | 6.862 3.280                                                  |
| 1975/76                                                            | 18. Mai 1976 19. Mai 1976                                    | Edgar Street, Hereford Ninian Park, Cardiff                            | 0Cardiff City                                                | 3:3 / 3:2                                                    | 0FC Wrexham                                                  | 3.709 2.648                                                  |
| 1976/77                                                            | 16. Mai 1977 18. Mai 1977                                    | Ninian Park, Cardiff Gay Meadow, Shrewsbury                            | 0Shrewsbury Town                                             | 1:2 / 3:0                                                    | 0Cardiff City                                                | 3.178 2.907                                                  |
| 1977/78                                                            | 7. Mai 1978 9. Mai 1978                                      | Farrar Road, Bangor Racecourse Ground, Wrexham                         | 0FC Wrexham                                                  | 2:1 / 1:0                                                    | 0Bangor City                                                 | 10.000 13.959                                                |
| 1978/79                                                            | 21. Mai 1979 24. Mai 1979                                    | Racecourse Ground, Wrexham Gay Meadow, Shrewsbury                      | 0Shrewsbury Town                                             | 1:1 / 1:0                                                    | 0FC Wrexham                                                  | 6.174 8.889                                                  |
| 1979/80                                                            | 6. Mai 1980 12. Mai 1980                                     | Somerton Park, Newport Racecourse Ground, Wrexham                      | 0AFC Newport County                                          | 2:1 / 3:0                                                    | 0Shrewsbury Town                                             | 9.950 8.993                                                  |
| 1980/81                                                            | 4. Mai 1981 11. Mai 1981                                     | Vetch Field, Swansea Edgar Street, Hereford                            | 0Swansea City                                                | 1:0 / 1:1                                                    | 0Hereford United                                             | 13.182 7.038                                                 |
| 1981/82                                                            | 11. Mai 1982 19. Mai 1982                                    | Ninian Park, Cardiff Vetch Field, Swansea                              | 0Swansea City                                                | 0:0 / 2:1                                                    | 0Cardiff City                                                | 11.960 15.828                                                |
| 1982/83                                                            | 10. Mai 1983 17. Mai 1983                                    | Racecourse Ground, Wrexham Vetch Field, Swansea                        | 0Swansea City                                                | 2:1 / 2:0                                                    | 0FC Wrexham                                                  | 2.295 5.630                                                  |
| 1983/84                                                            | 18. Mai 1984 25. Mai 1984                                    | Gay Meadow, Shrewsbury Racecourse Ground, Wrexham                      | 0Shrewsbury Town                                             | 2:1 / 0:0                                                    | 0FC Wrexham                                                  | 2.607 3.148                                                  |
| 1984/85                                                            | 14. Mai 1985 19. Mai 1985                                    | Gay Meadow, Shrewsbury Farrar Road, Bangor                             | 0Shrewsbury Town                                             | 3:1 / 2:0                                                    | 0Bangor City                                                 | 1.507 1.800                                                  |
| 1985/86                                                            | 18. Mai 1986 21. Mai 1986                                    | Racecourse Ground, Wrexham Aggborough, Kidderminster                   | 0FC Wrexham                                                  | 1:1 / 2:1                                                    | 0Kidderminster Harriers                                      | 5.035 4.304                                                  |
| 1986/87                                                            | 17. Mai 1987 21. Mai 1987                                    | Ninian Park, Cardiff                                                   | 0Merthyr Tydfil FC                                           | 2:2 / 1:0 (WS)                                               | 0AFC Newport County                                          | 7.000 6.010                                                  |
| 1987/88                                                            | 18. Mai 1988                                                 | Vetch Field, Swansea                                                   | 0Cardiff City                                                | 2:0                                                          | 0FC Wrexham                                                  | 5.465                                                        |
| 1988/89                                                            | 21. Mai 1989                                                 | Vetch Field, Swansea                                                   | 0Swansea City                                                | 5:0                                                          | 0Kidderminster Harriers                                      | 5.100                                                        |
| 1989/90                                                            | 13. Mai 1990                                                 | National Stadium, Cardiff                                              | 0Hereford United                                             | 2:1                                                          | 0FC Wrexham                                                  | 4.182                                                        |
| 1990/91                                                            | 19. Mai 1991                                                 | National Stadium, Cardiff                                              | 0Swansea City                                                | 2:0                                                          | 0FC Wrexham                                                  | 5.000                                                        |
| 1991/92                                                            | 7. Mai 1992                                                  | National Stadium, Cardiff                                              | 0Cardiff City                                                | 1:0                                                          | 0Hednesford Town                                             | 10.300                                                       |
| 1992/93                                                            | 16. Mai 1993                                                 | National Stadium, Cardiff                                              | 0Cardiff City                                                | 5:0                                                          | 0Rhyl FC                                                     | 16.443                                                       |
| 1993/94                                                            | 13. Mai 1994                                                 | National Stadium, Cardiff                                              | 0Barry Town                                                  | 2:1                                                          | 0Cardiff City                                                | 14.500                                                       |
| 1994/95                                                            | 21. Mai 1995                                                 | National Stadium, Cardiff                                              | 0FC Wrexham                                                  | 2:1                                                          | 0Cardiff City                                                | 11.200                                                       |
| 1995/96                                                            | 19. Mai 1996                                                 | National Stadium, Cardiff                                              | 0FC Llansantffraid                                           | 3:3 n. V., 3:2 i. E.                                         | 0Barry Town                                                  | 2.666                                                        |
| 1996/97                                                            | 18. Mai 1997                                                 | Ninian Park, Cardiff                                                   | 0Barry Town                                                  | 2:1                                                          | 0Cwmbran Town                                                | 1.560                                                        |
| 1997/98                                                            | 10. Mai 1998                                                 | Racecourse Ground, Wrexham                                             | 0Bangor City                                                 | 1:1 n. V., 4:2 i. E.                                         | 0Connah’s Quay Nomads                                        | 2.023                                                        |
| 1998/99                                                            | 9. Mai 1999                                                  | Penydarren Park, Merthyr Tydfil                                        | 0Inter CableTel Cardiff                                      | 1:1 n. V., 4:2 i. E.                                         | 0Carmarthen Town                                             | 1.100                                                        |
| 1999/2000                                                          | 7. Mai 2000                                                  | Racecourse Ground, Wrexham                                             | 0Bangor City                                                 | 1:0                                                          | 0Cwmbran Town                                                | 1.125                                                        |
| 2000/01                                                            | 25. Mai 2001                                                 | Racecourse Ground, Wrexham                                             | 0Barry Town                                                  | 2:0                                                          | 0Total Network Solutions                                     | 1.022                                                        |
| 2001/02                                                            | 5. Mai 2002                                                  | Park Avenue, Aberystwyth                                               | 0Barry Town                                                  | 4:1                                                          | 0Bangor City                                                 | 2.256                                                        |
| 2002/03                                                            | 11. Mai 2003                                                 | Stebonheath Park, Llanelli                                             | 0Barry Town                                                  | 2:2 n. V., 4:3 i. E.                                         | 0Cwmbran Town                                                | 852                                                          |
| 2003/04                                                            | 9. Mai 2004                                                  | Latham Park, Newtown                                                   | 0Rhyl FC                                                     | 1:0 n. V.                                                    | 0Total Network Solutions                                     | 1.534                                                        |
| 2004/05                                                            | 8. Mai 2005                                                  | Stebonheath Park, Llanelli                                             | 0Total Network Solutions                                     | 1:0                                                          | 0Carmarthen Town                                             | 1.126                                                        |
| 2005/06                                                            | 7. Mai 2006                                                  | Racecourse Ground, Wrexham                                             | 0Rhyl FC                                                     | 2:0                                                          | 0Bangor City                                                 | 1.743                                                        |
| 2006/07                                                            | 6. Mai 2007                                                  | Stebonheath Park, Llanelli                                             | 0Carmarthen Town                                             | 3:2                                                          | 0Afan Lido FC                                                | 946                                                          |
| 2007/08                                                            | 4. Mai 2008                                                  | Latham Park, Newtown                                                   | 0Bangor City                                                 | 4:2 n. V.                                                    | 0AFC Llanelli                                                | 1.510                                                        |
| 2008/09                                                            | 4. Mai 2009                                                  | Parc y Scarlets, Llanelli                                              | 0Bangor City                                                 | 2:0                                                          | 0Aberystwyth Town                                            | 1.044                                                        |
| 2009/10                                                            | 1. Mai 2010                                                  | Parc y Scarlets, Llanelli                                              | 0Bangor City                                                 | 3:2                                                          | 0Port Talbot Town                                            | 1.303                                                        |
| 2010/11                                                            | 8. Mai 2011                                                  | Parc y Scarlets, Llanelli                                              | 0AFC Llanelli                                                | 4:1                                                          | 0Bangor City                                                 | 1.719                                                        |
| 2011/12                                                            | 5. Mai 2012                                                  | Nantporth, Bangor                                                      | 0The New Saints FC                                           | 2:0                                                          | 0Cefn Druids AFC                                             | 731                                                          |
| 2012/13                                                            | 6. Mai 2013                                                  | Racecourse Ground, Wrexham                                             | 0Prestatyn Town                                              | 3:1 n. V.                                                    | 0Bangor City                                                 | 1.732                                                        |
| 2013/14                                                            | 3. Mai 2014                                                  | Racecourse Ground, Wrexham                                             | 0The New Saints FC                                           | 3:2                                                          | 0Aberystwyth Town                                            | 1.273                                                        |
| 2014/15                                                            | 2. Mai 2015                                                  | Latham Park, Newtown                                                   | 0The New Saints FC                                           | 2:0                                                          | 0Newtown AFC                                                 | 1.579                                                        |
| 2015/16                                                            | 2. Mai 2016                                                  | Racecourse Ground, Wrexham                                             | 0The New Saints FC                                           | 2:0                                                          | 0Airbus UK                                                   | 1.402                                                        |
| 2016/17                                                            | 30. Apr. 2017                                                | Nantporth, Bangor                                                      | 0Bala Town                                                   | 2:1                                                          | 0The New Saints FC                                           | 1.110                                                        |
| 2017/18                                                            | 6. Mai 2018                                                  | Grigg Latham Park, Newtown                                             | 0Connah’s Quay Nomads                                        | 4:1                                                          | 0Aberystwyth Town                                            | 1.455                                                        |
| 2018/19                                                            | 5. Mai 2019                                                  | The Rock, Wrexham                                                      | 0The New Saints FC                                           | 3:0                                                          | 0Connah’s Quay Nomads                                        | 1.256                                                        |
| 2019/20                                                            | Nach dem Halbfinale wegen der COVID-19-Pandemie abgebrochen. | Nach dem Halbfinale wegen der COVID-19-Pandemie abgebrochen.           | Nach dem Halbfinale wegen der COVID-19-Pandemie abgebrochen. | Nach dem Halbfinale wegen der COVID-19-Pandemie abgebrochen. | Nach dem Halbfinale wegen der COVID-19-Pandemie abgebrochen. | Nach dem Halbfinale wegen der COVID-19-Pandemie abgebrochen. |
| 2020/21                                                            | Abgesagt wegen der COVID-19-Pandemie.                        | Abgesagt wegen der COVID-19-Pandemie.                                  | Abgesagt wegen der COVID-19-Pandemie.                        | Abgesagt wegen der COVID-19-Pandemie.                        | Abgesagt wegen der COVID-19-Pandemie.                        | Abgesagt wegen der COVID-19-Pandemie.                        |
| 2021/22                                                            | 5. Mai 2022                                                  | Cardiff City Stadium, Cardiff                                          | 0The New Saints FC                                           | 3:2                                                          | 0Pen-y-Bont FC                                               | 2.417                                                        |
| 2022/23                                                            | 30. Apr. 2023                                                | Nantporth, Bangor                                                      | 0The New Saints FC                                           | 6:0                                                          | 0Bala Town                                                   | 1.231                                                        |
| 2023/24                                                            | 28. Apr. 2024                                                | Rodney Parade, Newport                                                 | 0Connah’s Quay Nomads                                        | 2:1                                                          | 0The New Saints FC                                           | 1.246                                                        |
| 2024/25                                                            | 4. Mai 2025                                                  | Rodney Parade, Newport                                                 | 0The New Saints FC                                           | 2:1                                                          | 0Connah’s Quay Nomads                                        |                                                              |

### Rangliste der Sieger und Finalisten
| Verein                  | Siege | Jahr(e) | FT  |
| ----------------------- | ----- | --- | --- |
| FC Wrexham              | 23    | 1878, 1883, 1893, 1897, 1903, 1905, 1909, 1910, 1911, 1914, 1915, 1921, 1924, 1925, 1931, 1957, 1958, 1960, 1972, 1975, 1978, 1986, 1995 | 24  |
| Cardiff City            | 22    | 1912, 1920, 1922, 1923, 1927, 1928, 1930, 1956, 1959, 1964, 1965, 1967, 1968, 1969, 1970, 1971, 1973, 1974, 1976, 1988, 1992, 1993       | 10  |
| Swansea City            | 10    | 1913, 1932, 1950, 1961, 1966, 1981, 1982, 1983, 1989, 1991                                                                               | 8   |
| The New Saints FC       | 10    | 1996, 2005, 2012, 2014, 2015, 2016, 2019, 2022, 2023, 2025                                                                               | 4   |
| Bangor City             | 8     | 1889, 1896, 1962, 1998, 2000, 2008, 2009, 2010                                                                                           | 10  |
| Cefn Druids AFC         | 8     | 1880, 1881, 1882, 1885, 1886, 1898, 1899, 1904                                                                                           | 6   |
| Shrewsbury Town         | 6     | 1891, 1938, 1977, 1979, 1984, 1985 | 3   |
| Barry Town              | 6     | 1955, 1994, 1997, 2001, 2002, 2003 | 1   |
| FC Chirk AAA            | 5     | 1887, 1888, 1890, 1892, 1894 | 1   |
| Rhyl FC                 | 4     | 1952, 1953, 2004, 2006 | 4   |
| Chester City            | 3     | 1908, 1933, 1947 | 9   |
| Merthyr Tydfil FC       | 3     | 1949, 1951, 1987 | 2   |
| Wellington Town         | 3     | 1902, 1906, 1940 | –   |
| Newtown AFC             | 2     | 1879, 1895 | 5   |
| Connah’s Quay Nomads    | 2     | 2018, 2024 | 3   |
| Oswestry United         | 2     | 1901, 1907 | –   |
| Crewe Alexandra         | 2     | 1936, 1937 | –   |
| Aberystwyth Town        | 1     | 1900 | 3   |
| Connah’s Quay & Shotton | 1     | 1929 | 2   |
| AFC Newport County      | 1     | 1980 | 2   |
| Hereford United         | 1     | 1990 | 2   |
| Carmarthen Town         | 1     | 2007 | 2   |
| AFC Llanelli            | 1     | 2011 | 2   |
| Oswestry White Stars    | 1     | 1884 | 1   |
| Tranmere Rovers         | 1     | 1935 | 1   |
| Lovell’s Athletic       | 1     | 1948 | 1   |
| Flint Town United       | 1     | 1954 | 1   |
| Bala Town               | 1     | 2017 | 1   |
| Borough United          | 1     | 1963 | –   |
| Bristol City            | 1     | 1934 | –   |
| Ebbw Vale AFC           | 1     | 1926 | –   |
| Inter CableTel Cardiff  | 1     | 1999 | –   |
| Prestatyn Town          | 1     | 2013 | –   |
| South Liverpool         | 1     | 1939 | –   |
| Aberdare Athletic       | –     | | 3   |
| Cwmbran Town            | –     | | 3   |
| FC Pontypridd           | –     | | 3   |
| Kidderminster Harriers  | –     | | 2   |
| Northwich Victoria      | –     | | 2   |
| Westminster Rovers      | –     | | 2   |
| FC Whitchurch           | –     | | 2   |
| Afan Lido FC            | –     | | 1   |
| Aberaman Athletic       | –     | | 1   |
| FC Davenham             | –     | | 1   |
| Hednesford Town         | –     | | 1   |
| Merthyr Town            | –     | | 1   |
| Port Talbot Town        | –     | | 1   |
| FC Ruthin Town          | –     | | 1   |
| FC Stourbridge          | –     | | 1   |
| FC Ton Pentre           | –     | | 1   |
| Airbus UK               | –     | | 1   |
| Pen-y-Bont FC           | –     | | 1   |
| Gesamt                  | 136   | | 136 |